# Bobby Hoy
Robert Hoy (10 tháng 1 năm 1950  –  3 tháng 1 năm 2024) là một cựu cầu thủ bóng đá có 273 lần ra sân và ghi 38 bàn thắng ở Football League thi đấu ở vị trí tiền vệ cho Huddersfield Town, Halifax Town, Blackburn Rovers, York City và Rochdale. Ông còn thi đấu bóng đá non-league cho Macclesfield Town.